# David Zvi Hoffmann
Pour les articles homonymes, voir Hoffmann.
David Zvi Hoffmann (24 novembre 1843, Vrbové, en Autriche-Hongrie, aujourd'hui en Slovaquie-20 novembre 1921, Berlin, Allemagne) est un rabbin orthodoxe, docteur de l'université de Tübingen en 1871. Il enseigne à la Realschule de Samson Raphael Hirsch à Francfort-sur-le-Main avant de joindre comme enseignant le Séminaire rabbinique Hildesheimer à Berlin en 1873, avant d'en devenir le directeur, succédant à Azriel Hildesheimer, de 1899 à 1920.

## Biographie
David Zvi Hoffmann est né le 24 novembre 1843 à Vrbové, en Autriche-Hongrie, aujourd'hui en Slovaquie.
Il est le fils du rabbin Moshe Yehuda Hoffman, Av Beth Din de Vrbové et de Sali/Sarah Hoffman.
Il est le frère du rabbin Moshe Yehuda Hoffman, d'Abraham Hoffmann, de Berta Hoffmann et de Rivka (Regina) Blau
Il épouse Zerline Hoffmann. Ils ont six enfants dont Moshe Yehuda Hoffman, Hannah Marx (l'épouse d'Alexander Marx), Menachem Mendel Hoffman, Abraham Hoffman et Jakob Hoffmann.
David Zvi Hoffmann étudie en Hongrie avec le rabbin Moshe Schick et en Allemagne avec le rabbin Azriel Hildesheimer.
Il reçoit un doctorat de l'Université de Tübingen (Allemagne) en 1871.